# Nhái bầu ngón tay cái nhỏ
Nhái bầu ngón tay cái nhỏ hay nhái bầu thiếu ngón cái (tên khoa học: Nanohyla nanapollexa) là một loài ếch trong họ Microhylidae. Chúng là một loài đặc hữu của Việt Nam.
Môi trường sống tự nhiên của nó là các khu rừng vùng núi ẩm nhiệt đới hoặc cận nhiệt đới và sông. Tình trạng bảo tồn của loài hiện chưa có đủ thông tin.